# Valli Bergamasche

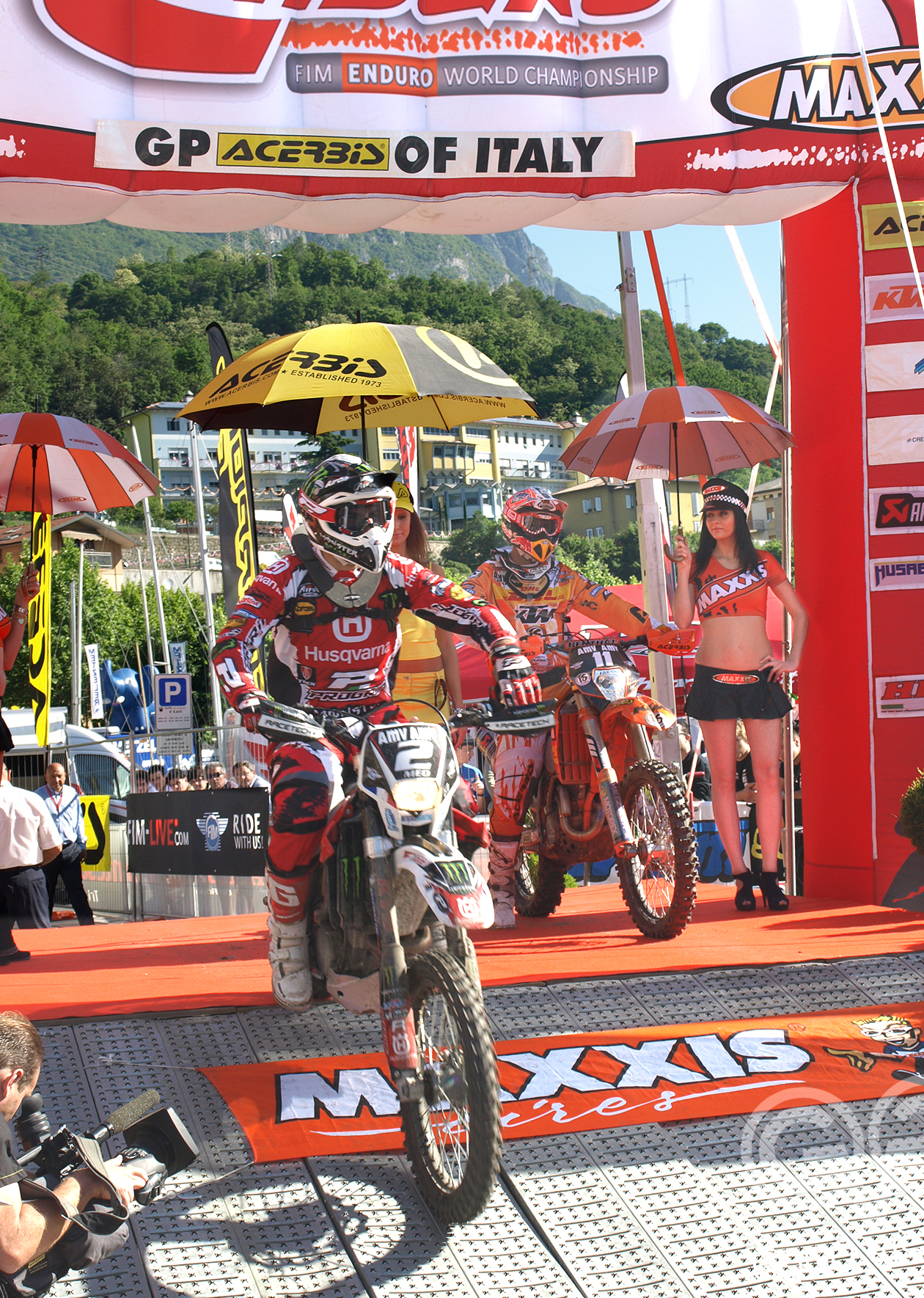
Start zur Valli Bergamasche 2010 in Lovere

Die Valli Bergamasche ist ein traditionsreiches Endurorennen im oberen Val Seriana in der Provinz Bergamo in Italien. Namensgebend sind die das Tal einschließenden Bergamasker Alpen. Aufgrund ihres anspruchsvollen Kurses gilt sie als eine der weltweit härtesten Enduro-Veranstaltungen. Sie zieht jährlich hunderte Starter sowie tausende Besucher an. In Italien wird die Valli Bergamasche als „Königin des italienischen Endurosports“ betitelt.

## Geschichte
Die Valli Bergamasche wurde 1948 vom Moto Club Bergamo unter Präsident Mino Baracchi ins Leben gerufen. Sie begann als eintägige Geländefahrt und wurde später als  Zweitagesveranstaltung durchgeführt. (Gegenwärtig mit bis zu drei Renntagen inklusive eines in der WM üblichen Prologs.) 1959 wurde eine Europameisterschaftsserie eingeführt, 1964 erfolgte ihre Aufnahme in den Rennkalender der FIM. Die Klassensieger erhalten eine Regolarità-Trophäe (Endurosport ist in Italien unter der Bezeichnung Regolarità bekannt). Ab 1969 (bis 1975 jährlich) wurde die Veranstaltung als Lauf zur Enduro-Europameisterschaft durchgeführt. Seit 1994 ist sie unregelmäßig ein Lauf zur Enduro-Weltmeisterschaft. Nach wie vor ist der Moto Club Bergamo für die Durchführung verantwortlich.
Die Strecke verläuft im oberen Val Seriana entlang alter Militär- und Pilgerwege, darunter steile Anstiege wie zum Passo del Vivione. Entsprechend des Regelwerks sind Sonderprüfungen als Moto-Cross- und Endurotests enthalten.
Markante Streckenteile der Valli Bergamasche waren Bestandteil der wichtigsten Motorsportveranstaltung im Endurosport, der seit 1913 ausgetragenen Internationalen Sechstagefahrt. So in den Jahren 1968 und 1986. Auch die Ende August 2025 stattfindende 99. Internationale Sechstagefahrt wird wieder Streckenteile der Valli Bergamasche einbeziehen.
Bemerkenswertes
- 1953: Lino Cornago (Parilla) kollabierte infolge Erschöpfung, erreichte aber das Ziel.
- 1963: der internationale Fahreranteil übertraf erstmalig den italienischer Fahrer (114 zu 41).
- 1966: die deutschen Fahrer Peter Uhlig und Werner Salevsky (beide auf MZ) teilten sich punktgleich den Gesamtsieg.
- 1973: aufgrund extremer Wetterbedingungen durch Regen erreichen nur 24 von insgesamt 273 Startern das Ziel.
- 1979: der schwedische Fahrer Lennart Andersson verunglückt während des Rennens tödlich.

## Impressionen vom Lauf zur Enduro-WM 2010

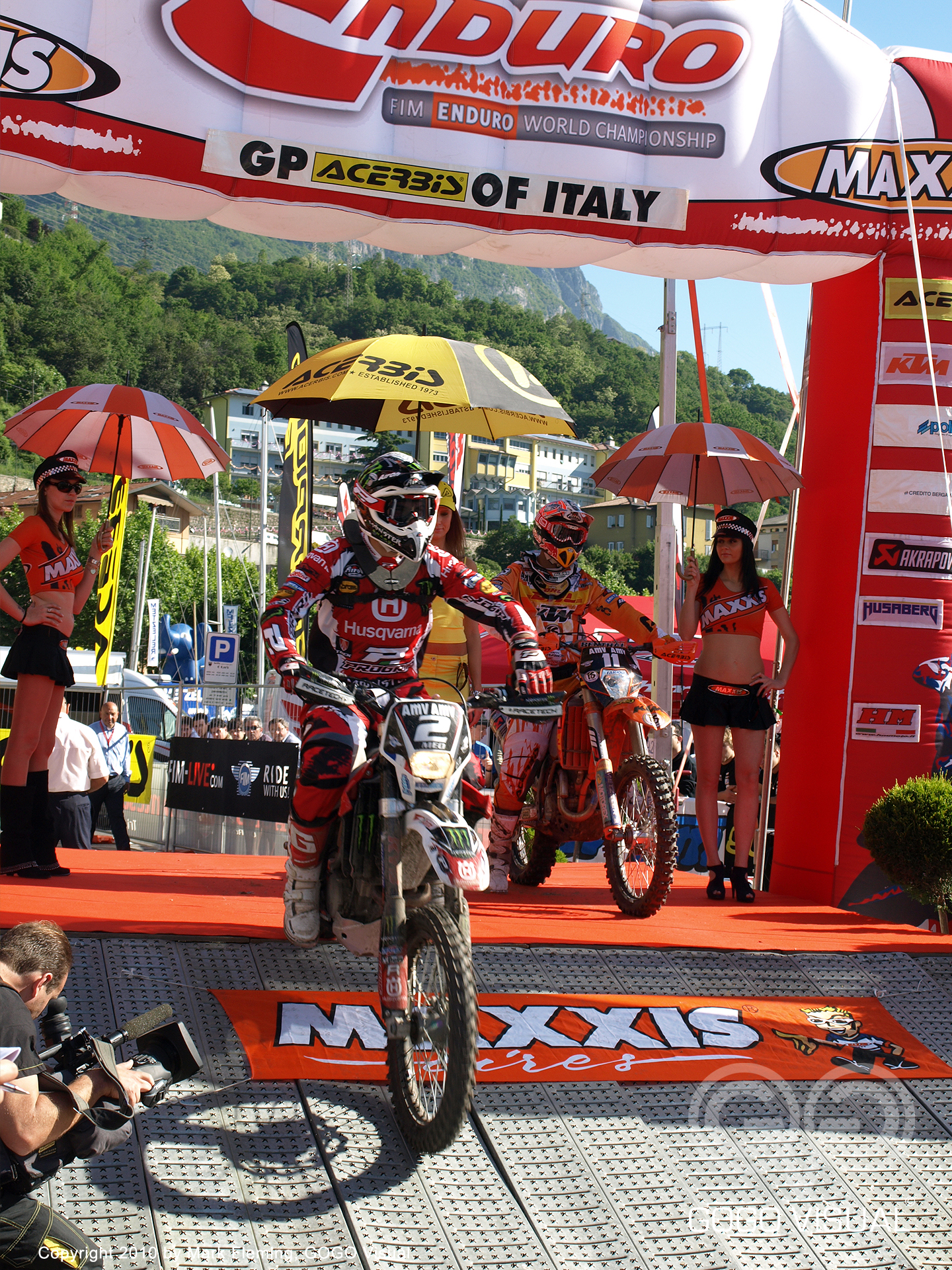
Startlinie
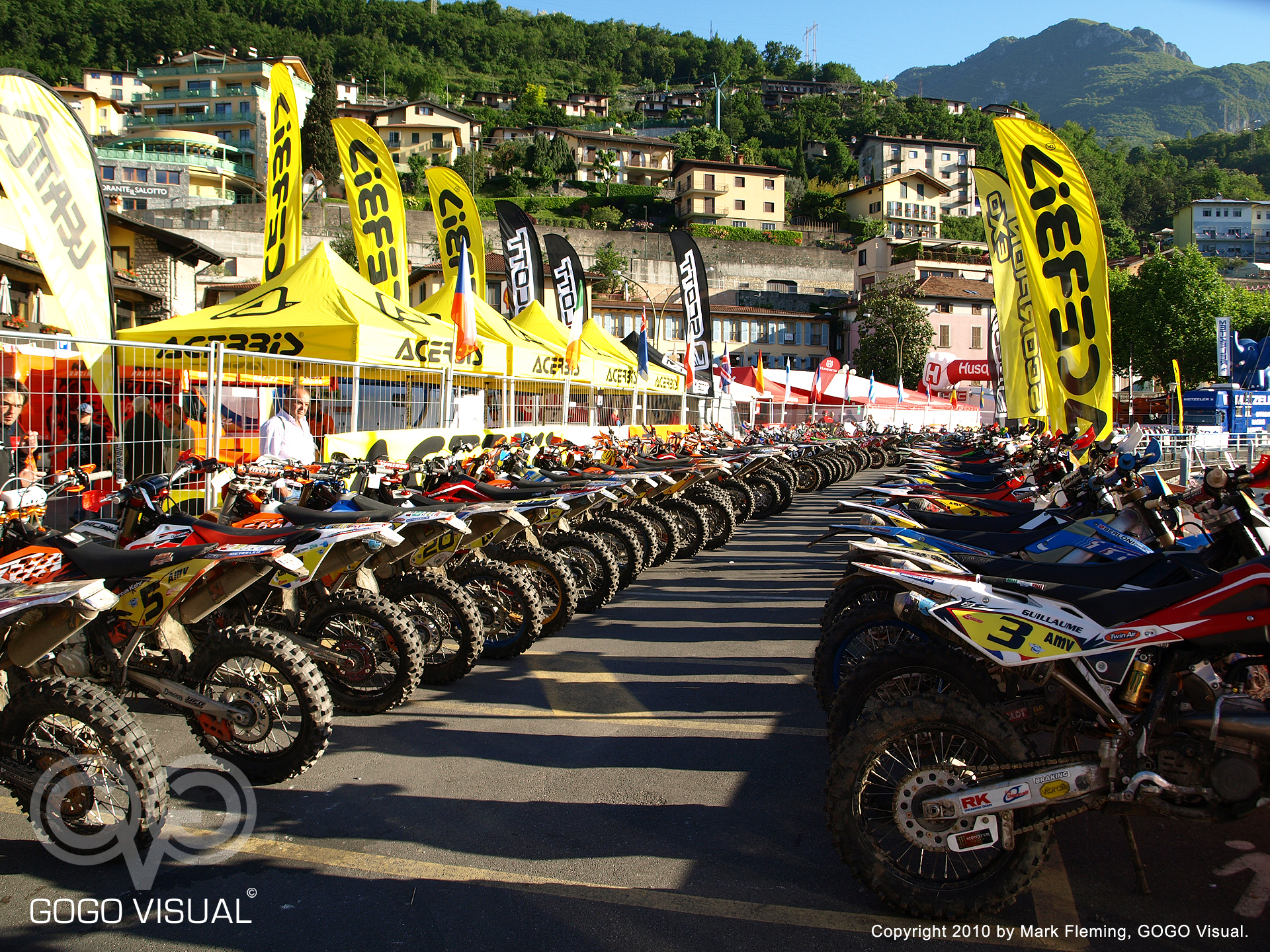
Motorräder im Parc fermé
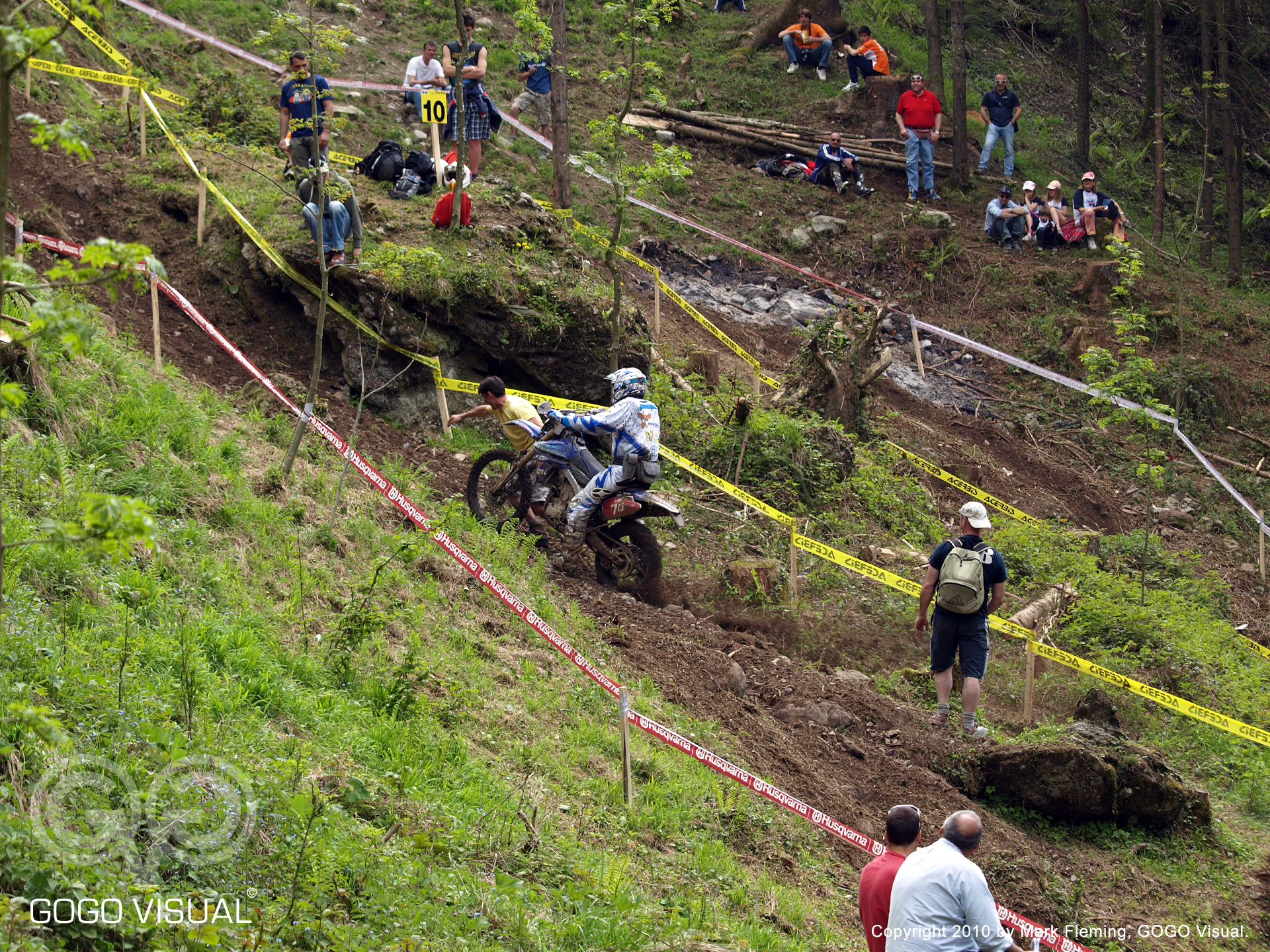
Rennstrecke
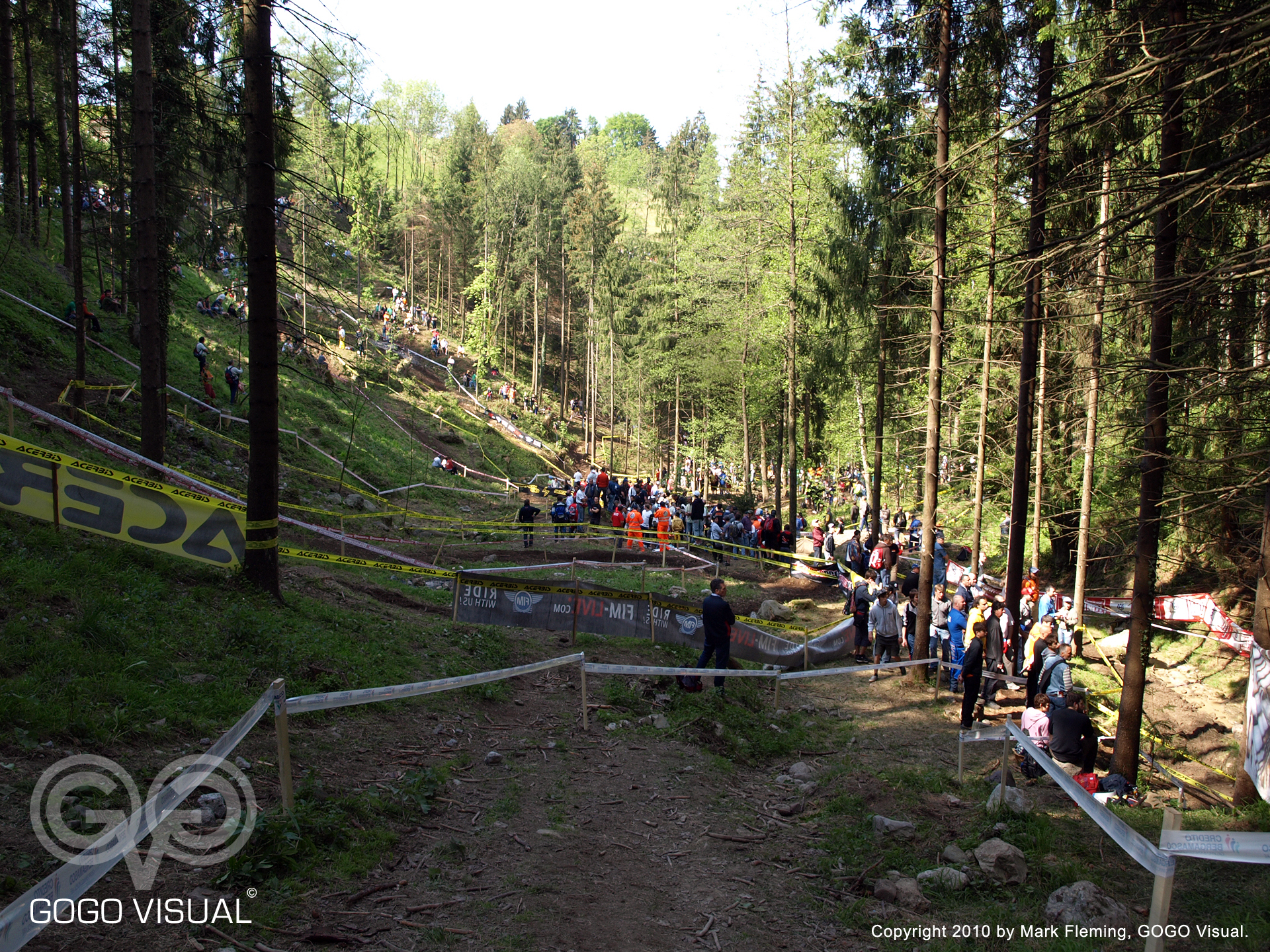
Rennstrecke
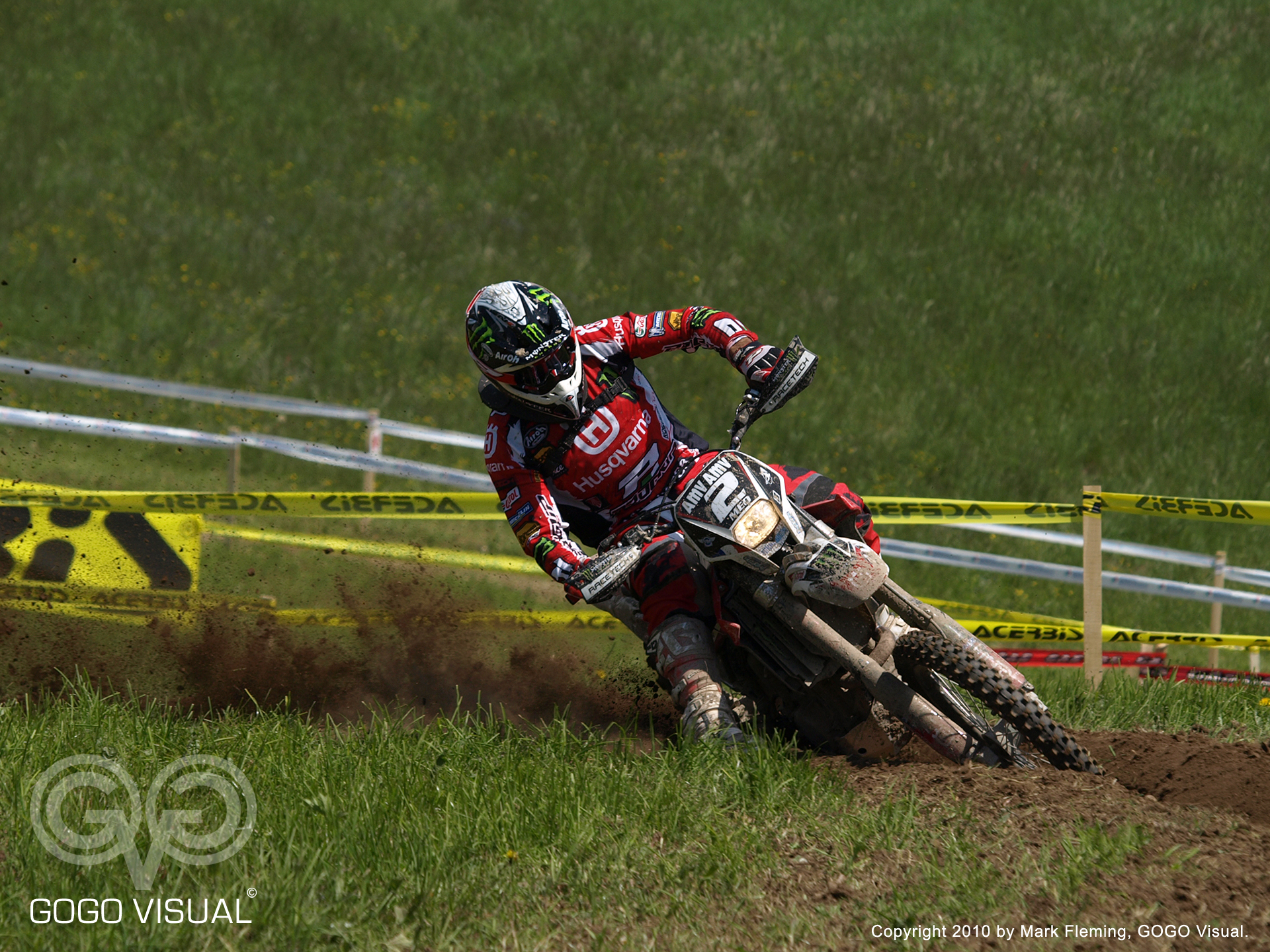
Antoine Meo
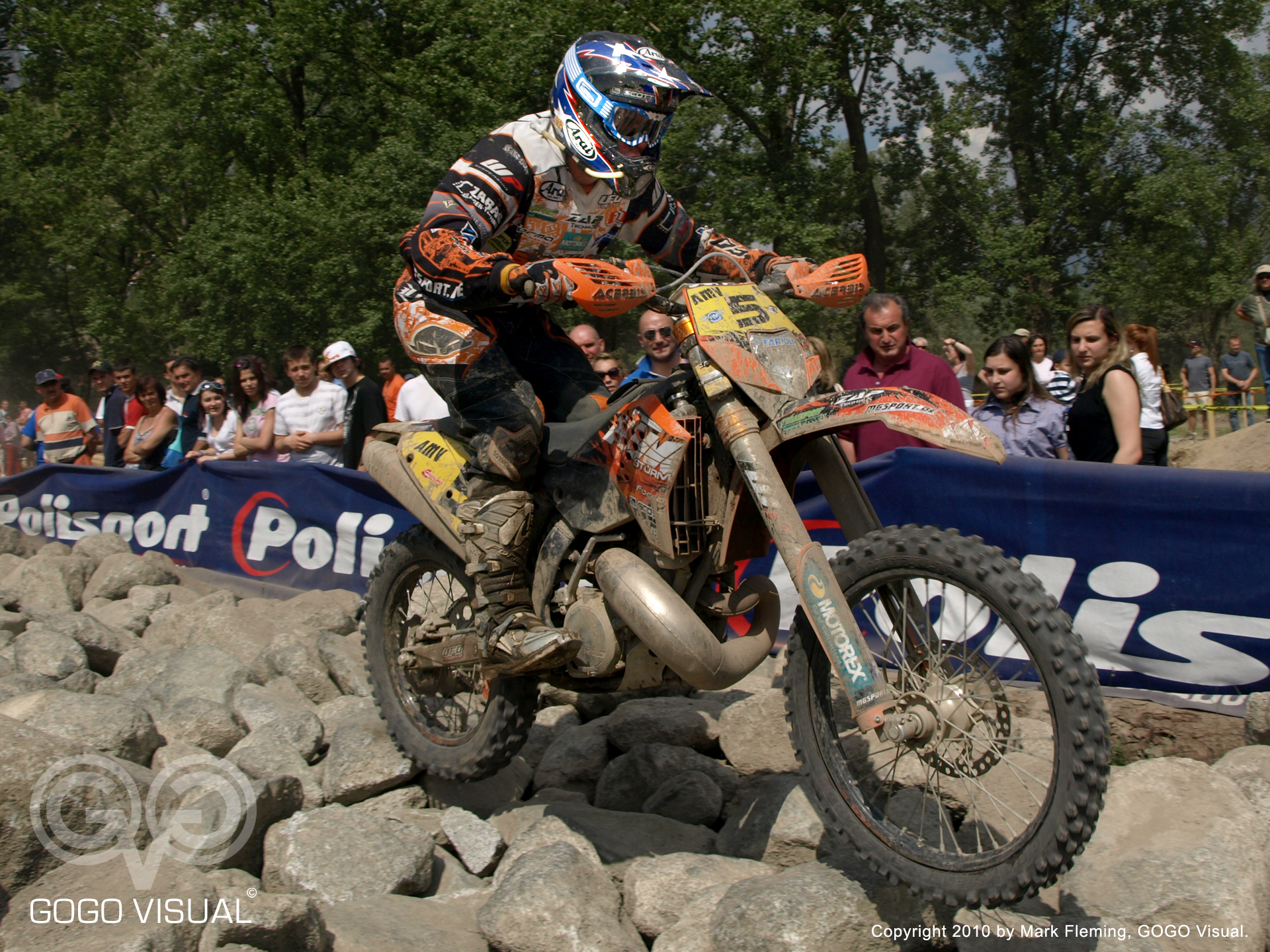
Marcus Kehr
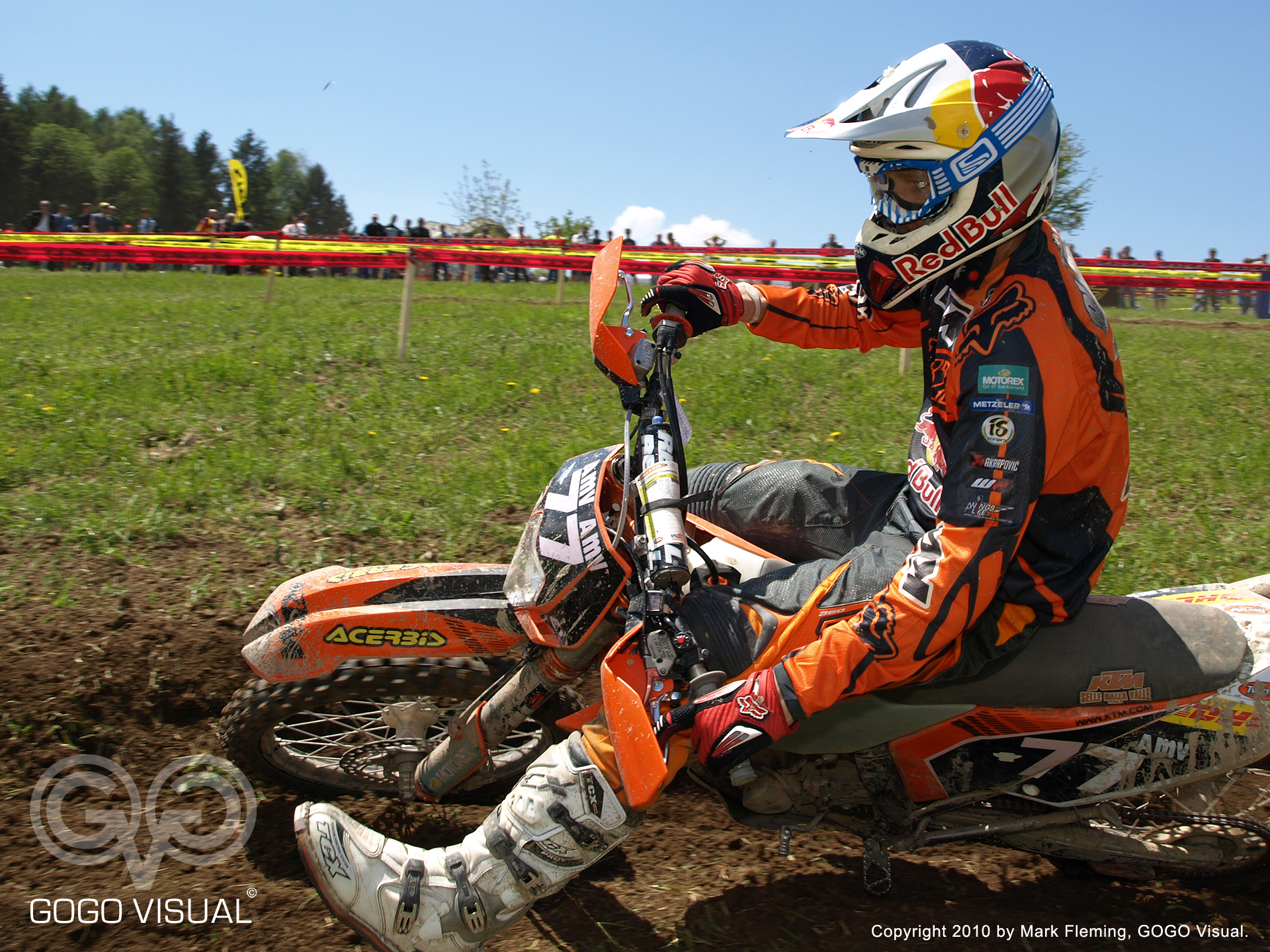
Tadeusz Blazusiak
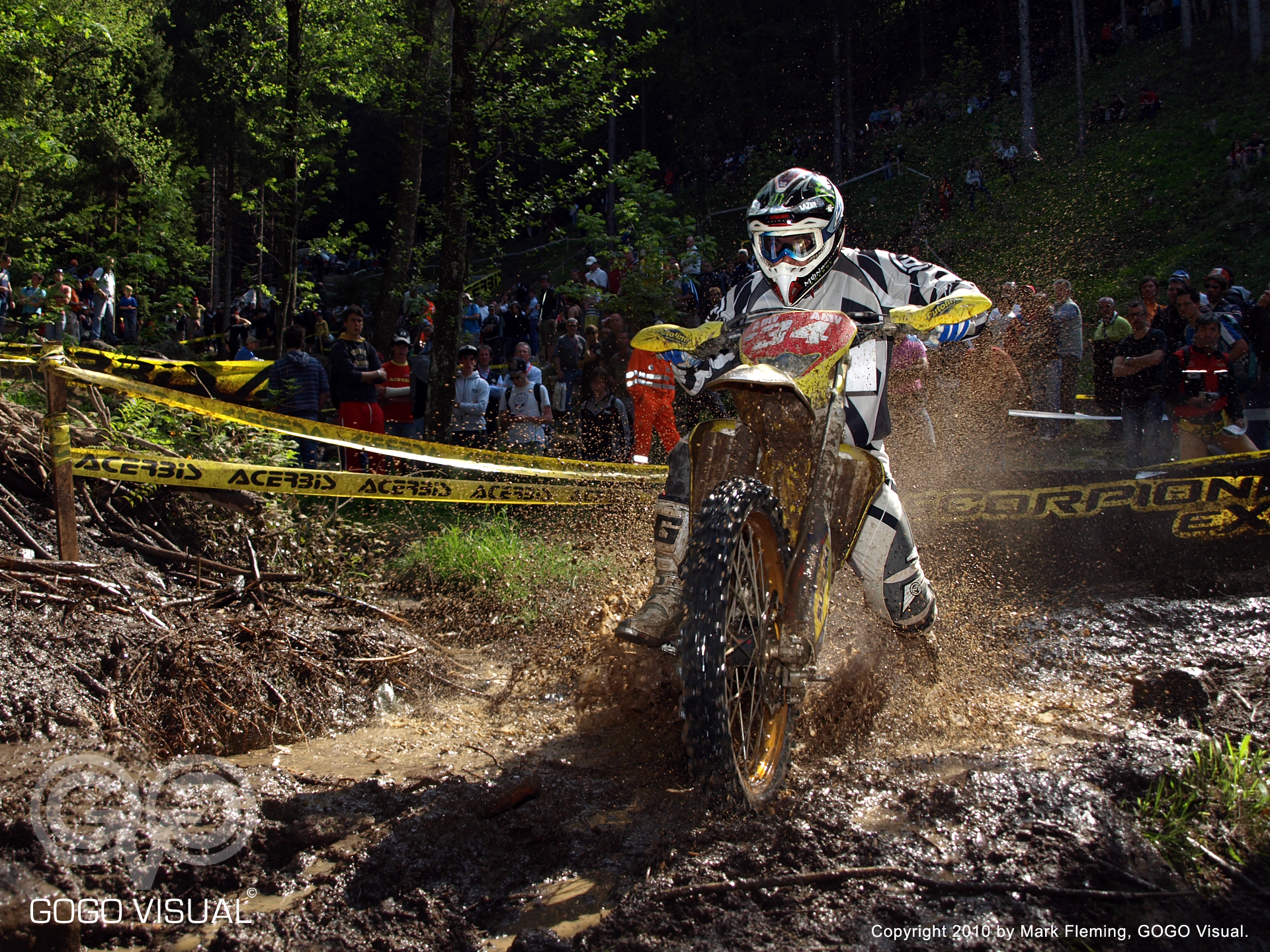
Thomas Sagar
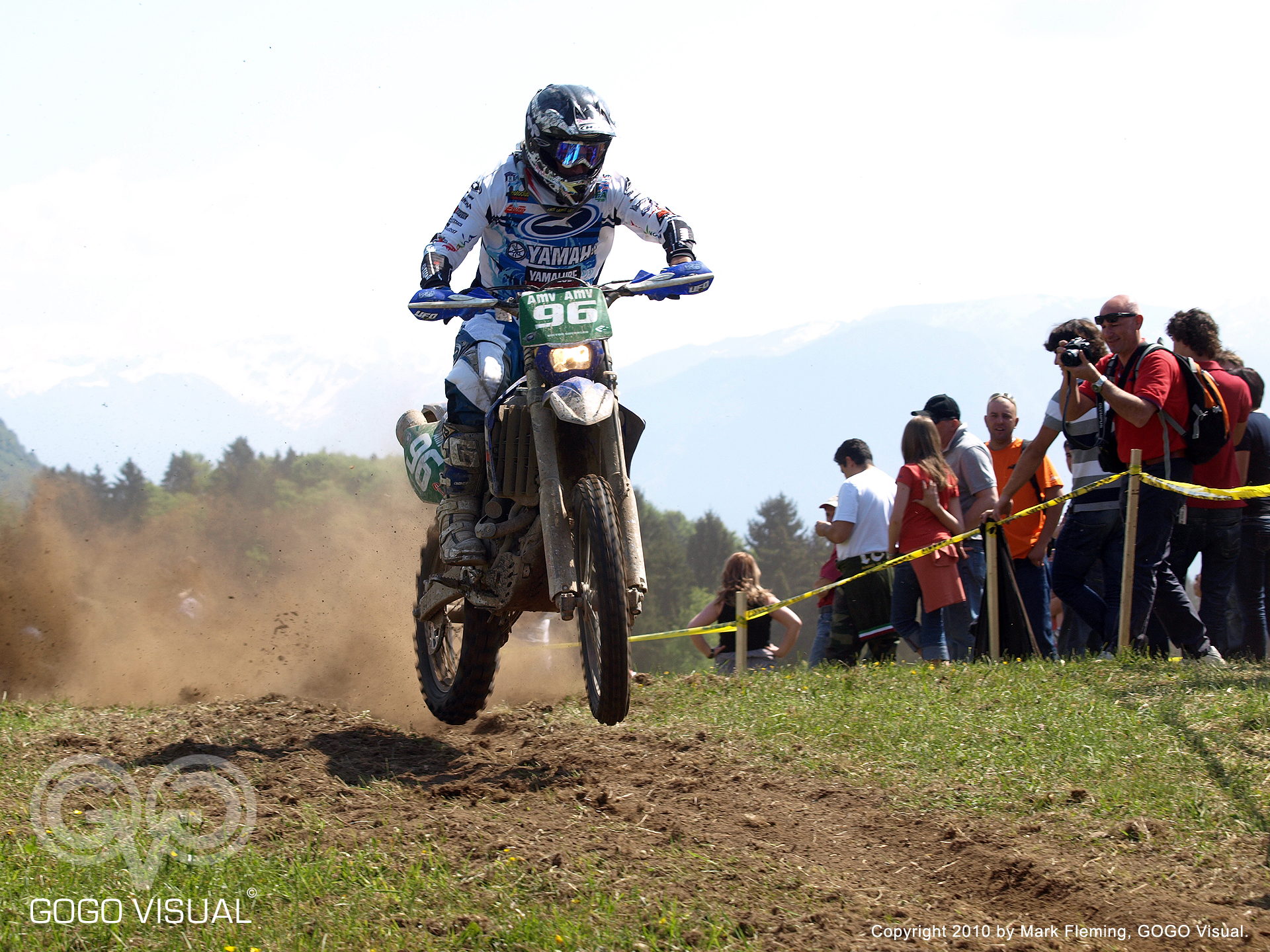
Victor Guerrero